# 8447-es mellékút (Magyarország)
A 8447-es számú mellékút egy majdnem pontosan 15 kilométer hosszú, négy számjegyű országos közút Vas vármegye északi részén.

## Nyomvonala
Rábapaty központjának északi részén, Alsópaty és Felsőpaty településrészek határvidéke táján ágazik ki a településen keresztülhúzódó 84-es főútból, annak a 69+750-es kilométerszelvénye közelében, északkelet felé. Felsőpatyi utca néven húzódik végig a névadó településrészen, melynek legészakibb házait bő egy kilométer után hagyja el. 1,7 kilométer után lép át Jákfa területére, e község lakott területét 2,8 kilométer után éri el, ott a Kövesdi utca nevet viseli. 5,2 kilométer után lép ki a faluból, ugyanott keresztezi a Kőris-patak folyását.
6,7 kilométer megtételét követően már Uraiújfalu határai közt húzódik, a község belterületén nagyjából a 8. és 9. kilométerei között halad végig, a Petőfi Sándor utca nevet viselve. Közben két elágazása is van: a 8+250-es kilométerszelvénye közelében a 8452-es út torkollik bele délkeleti irányból, Celldömölk-Ostffyasszonyfa felől, 8,8 kilométer után pedig a 8448-as út ágazik ki belőle nyugatnak, Vasegerszeg felé.
10,9 kilométer megtétele után már Nick területén halad, a község első házait nagyjából 12,4 kilométer után éri el, s ott a Rákóczi utca nevet veszi fel. A település központjában egy darabig a korábbi irányánál keletebbnek fordulva halad, majd északnak fordul és Petőfi Sándor utca néven  folytatódik. A 13+350-es kilométerszelvénye táján, a falu temetője előtt keresztezi az egykori Fertővidéki Helyiérdekű Vasút Fertőszentmiklós–Celldömölk-szakaszának nyomvonalát, az elbontott vonalra az út két oldalán még megfigyelhető vasúti töltésmaradványok emlékeztetnek.
13,7 kilométer után elhagyja Nick legészakibb házait is, és ugyanott átlépi az útjába eső utolsó település, Répcelak déli határszélét. Majdnem pontosan a 14. kilométerénél – felüljárón, csomóponttal – keresztezi az M86-os autóutat, annak 115+600-as kilométerszelvényénél, bő fél kilométerrel arrébb pedig eléri a kisváros első házait. Ott a Széchenyi István utca nevet veszi fel, az addigi északi irányától kissé nyugatabbnak fordul, és így ér véget, beletorkollva a 86-os főútba, annak a 119+600-as kilométerszelvénye közelében.
Teljes hossza, az országos közutak térképes nyilvántartását szolgáló kira.gov.hu adatbázisa szerint 15,006 kilométer.

## Települések az út mentén
- Rábapaty
- Jákfa
- Uraiújfalu
- Nick
- Répcelak

## Képgaléria

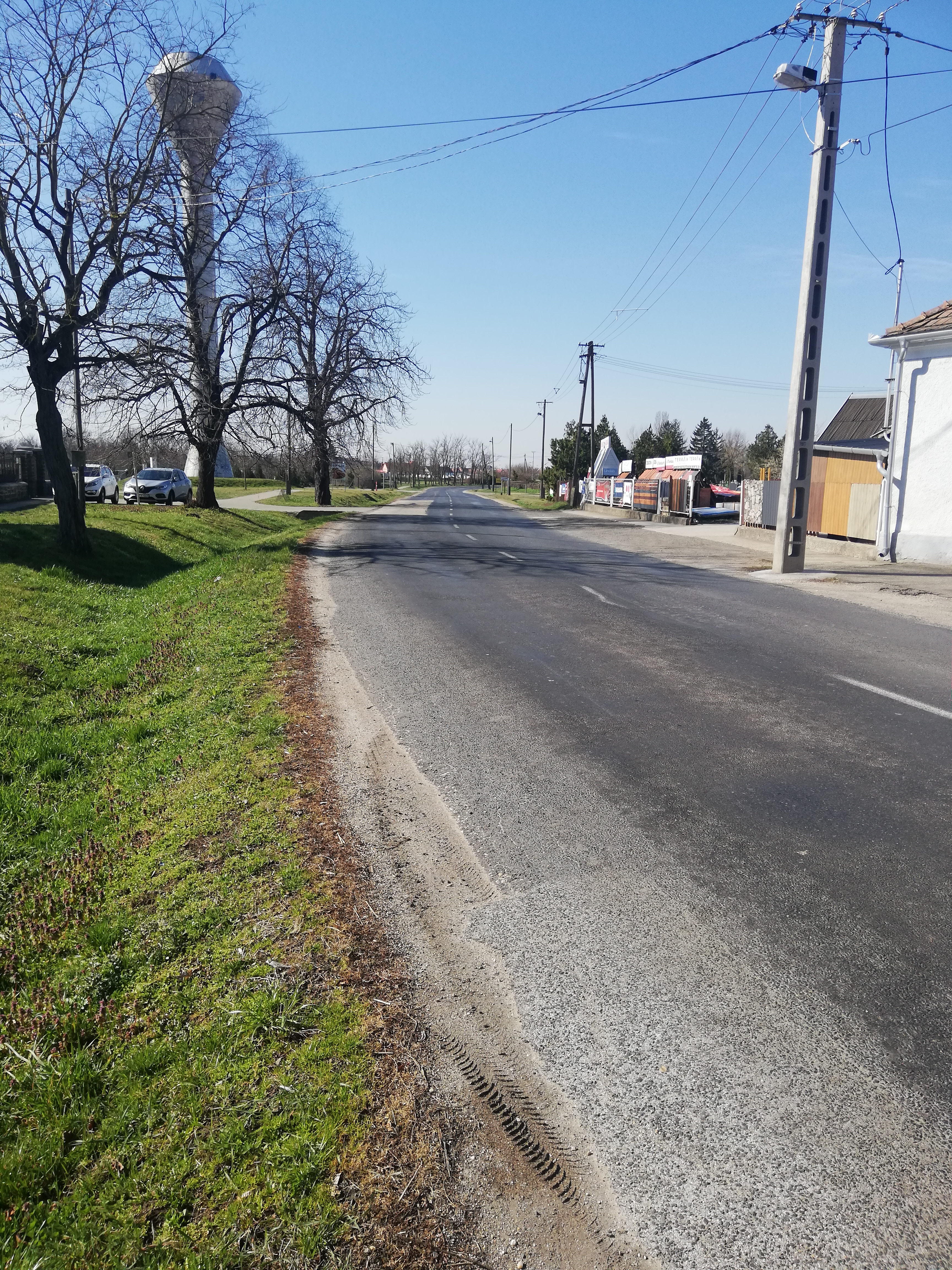
Kezdeti szakasza Felsőpatyon, dél felé tekintve
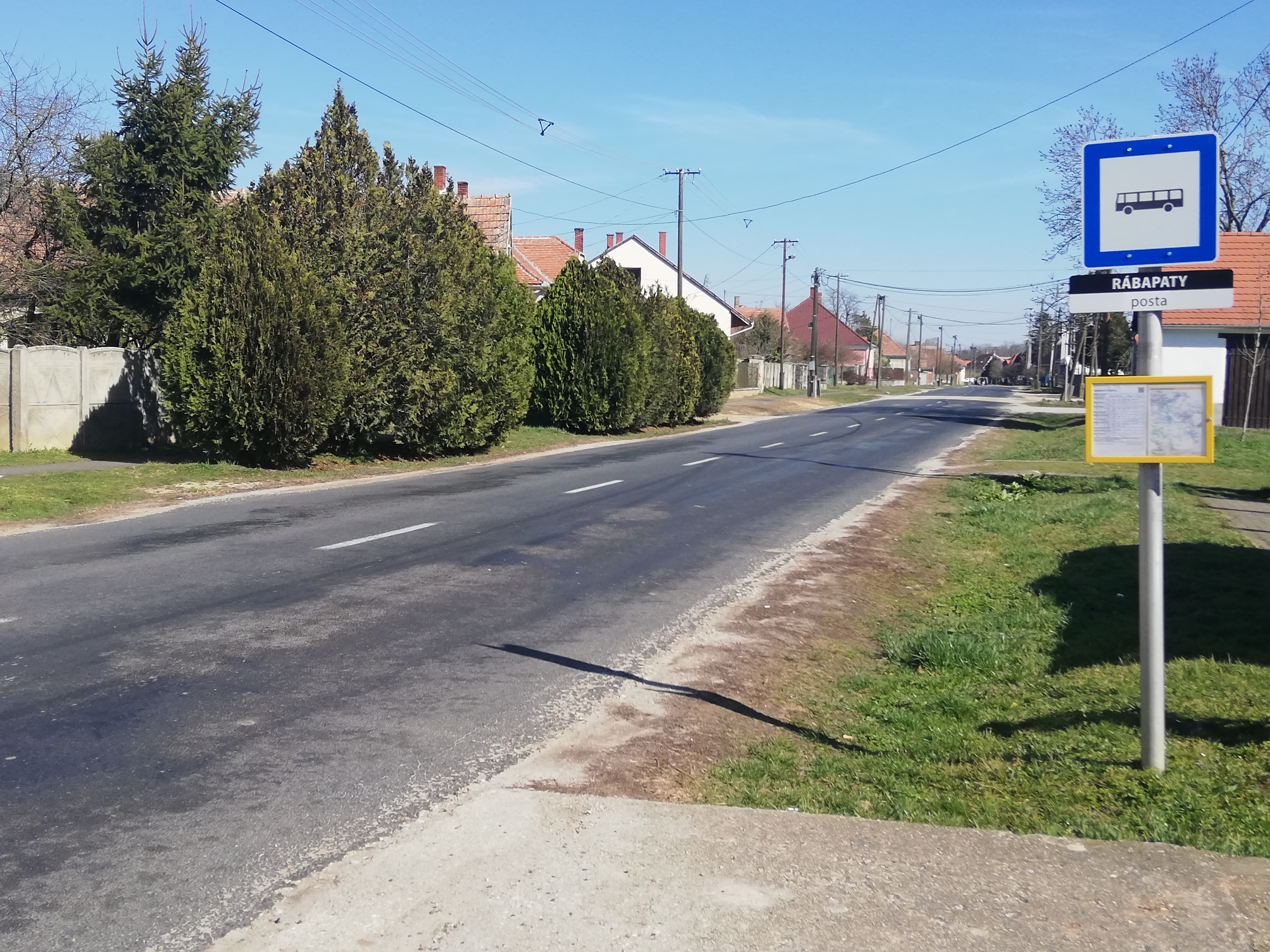
Rábapaty, Posta buszmegállótól észak felé nézve
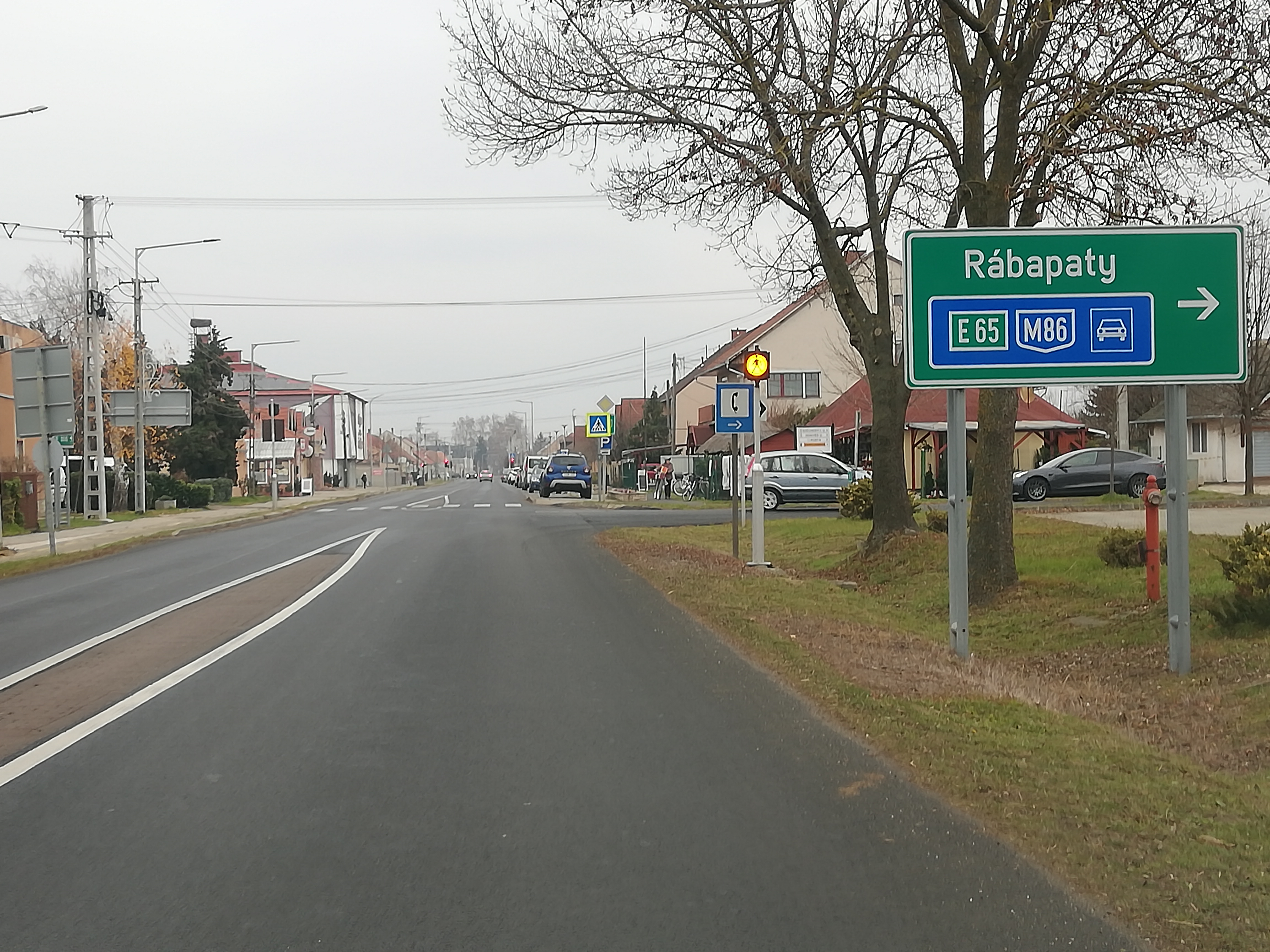
Betorkollása a 86-os főútba Répcelakon